# Armand Thibaudeau
Pour les articles homonymes, voir Thibaudeau.
Armand Thibaudeau né le 17 août 1886 à Aizenay (Vendée) et mort le 7 mars 1958 à Paris est un dirigeant des patronages, secrétaire général de la Fédération gymnastique et sportive des patronages de France puis de la Fédération sportive de France ainsi que de la Fédération internationale catholique d'éducation physique et sportive. Il est promu officier de la Légion d’honneur en 1950.

## Biographie
Né le 17 août 1886 , Armand Thibaudeau effectue ses études secondaires au collège des Sables-d'Olonne avant de monter à Paris en 1904. Il s’inscrit alors au patronage Olier dirigé par l'abbé Esquérré puis s’engage dans les commissions sportives de l’Union régionale de la Seine où il s’investit dans le football, l’athlétisme et le tennis. Il ne tarde pas à rejoindre alors Paul Michaux et les personnalités parisiennes les plus marquantes de la Fédération gymnastique et sportive des patronages de France (FGSPF). À la suite d'une paralysie de quatre ans, il meurt le 7 mars 1958 à Paris. Ses obsèques sont célébrées le 11 mars 1958 en l'église Saint-Antoine-de-Padoue. La messe est dite par le chanoine Jean Wolff, conseiller ecclésiastique de la FSCF en présence de nombreuses délégations : Direction générale de la jeunesse et des sports, hôtel de ville de Paris, mouvements, fédérations sportives, presse, Garde républicaine, comité central, commissions  et associations de la FSCF. Il est inhumé le même jour au cimetière d'Henrichemont dans le Cher.

## Engagements associatifs

### Du football au baseball
Dans l’ombre de Charles Simon, il se consacre d’abord au football dont il gravit tous les grades d’arbitrage au sein du Comité français interfédéral (CFI) . C’est ainsi qu’il est appelé à arbitrer la seconde édition de la finale de la Coupe de France mais il s’intéresse aussi déjà aux premiers pas du basket, activité plus adaptée à l’exiguïté des cours des patronages parisiens. Le 1er octobre 1919, il succède à Henri Delaunay au secrétariat général de la FGSPF, poste où il seconde successivement et bénévolement — sa situation personnelle le permettant — les présidents Paul Michaux puis François Hébrard, jusqu’au 25 octobre 1954. Sa présence est également notable dans les structures du baseball. Élu le 15 juin 1935 au comité de la Fédération française de baseball et softball (FFBS) il en devient immédiatement vice-président et le reste jusqu'au 14 décembre 1951. Il y assure également le poste de trésorier général du 5 février 1945 au 16 janvier 1955, cumulant les deux fonctions pendant 6 ans de février 1945 à décembre 1951.

### Discrétion, organisation et conviction
Son extrême discrétion rend encore difficiles aujourd’hui les recherches sur celui qui a consacré 16 ans de sa vie  au baseball et s’est trouvé durant 35 ans à la tête d’une composante majeure du sport français dans l'entre-deux-guerres. Il est en particulier l'artisan majeur de plusieurs grands championnats de gymnastique dont ceux de Strasbourg en 1921 (266 associations, 18 000 gymnastes et musiciens), des 21 et 22 juillet 1923 à Paris (600 associations, 28 000 gymnastes et musiciens), de 1932 à Nice (422 associations, 19 000 gymnastes et musiciens), de 1937 à Paris (900 associations, 25 000 gymnastes et musiciens à l'occasion de l'Exposition universelle et enfin de 1948 à Paris également (12 000 gymnastes et musiciens) au sortir de la guerre à l'occasion du cinquantenaire de la FSF. 
Il est aussi à l'origine de déplacements importants hors métropole et de leur logistique : Liège et Maribor en 1920, Brno du 16 au 23 août 1922 avec train spécial pour les 300 participants, Prague en 1929, Anvers en 1930, Vienne en 1936, Liège en 1939 et surtout Alger pour célébrer, le 14 juin 1930, le centenaire du débarquement de Sidi-Ferruch : 70 associations avec 3 000 gymnastes et 500 musiciens pour un grand concours fédéral. La Ganda de Gand complète les effectifs et trois bateaux spéciaux partent de Marseille : le Lamoricière, le duc d’Aumale, l’Espagne. Il valorise ces réalisations à travers un important réseau de communication établi par ses soins et ceux de François Hébrard au profit de la fédération.
Armand Thibaudeau reste célèbre pour sa résistance ferme et lucide à la politique de Vichy et ses joutes avec Jean Borotra, commissaire général à l’éducation générale et aux sports de 1941 à 1942, qui lui aurait dit : « Thibaudeau, je vous briserai » ce à quoi il aurait répondu : « J’étais là avant vous, j’y serai encore après ». Sa modération et sa clairvoyance permettront à la fédération de traverser au moindre mal cette période complexe. Le 13 janvier 1945, Armand Thibaudeau est nommé délégué officiel à la commission confédérale des loisirs de la Confédération française des travailleurs chrétiens (CFTC). En 1947, sous son mandat, la FGSPF devient Fédération sportive de France (FSF) et garde ce sigle jusqu’en 1968 où elle devient Fédération sportive et culturelle de France (FSCF).

### Fonctions internationales
De 1919 à 1954, Armand Thibaudeau assure également le poste de secrétaire général de l’Union internationale des œuvres catholiques d’éducation physique (UIOCEP) qui devient en 1947 Fédération internationale catholique d’éducation physique et sportive (FICEP). À ce titre il est reçu, en compagnie de François Hébrard, par Pie XI en 1925 à l'occasion de l'Année sainte.

## Notoriété
Officier de la Légion d'honneur. Il est nommé chevalier de la Légion d'honneur en 1939 pour 31 ans de service à la FGSPF et Gaston Roux, directeur général de la jeunesse et des sports, lui remet la médaille d’officier le 1er avril 1950. Il est en outre :
- officier d'Académie ;
- titulaire de la médaille d’or de l'éducation physique
- commandeur de l'ordre de Saint-Sylvestre ;
- commandeur de l'ordre royal de Saint-Sava de Yougoslavie ;
- chevalier de l'ordre du Lion blanc tchécoslovaque.